# Risuke Otake
 (juin 2021).
Pour les articles homonymes, voir Otake.
Risuke Otake (大竹利典, Otake Risuke), connu sous le titre honorifique de Ōtake Risuke Minamoto no Takeyuki (大竹利典源健之), né le 10 mars 1926 et mort le 6 juin 2021, est un pratiquant d'arts martiaux japonais. 

## Biographie
Il est titulaire du titre de Shihan (maître instructeur) de la Tenshin Shōden Katori Shintō-ryū, qu'il étudie en tant que disciple auprès du précédent Shihan, Hayashi Yazaemon sensei (1892-1964). Il commence son apprentissage à l'âge de 16 ans, en 1942. 
En 1967, à l'âge de 42 ans, Otake-sensei reçoit le Gokui-kaiden, titre qui représente le niveau de maîtrise et de compréhension le plus élevé de la tradition. Étant le seul à obtenir le Gokui-kaiden parmi tous les élèves, il devient naturellement le nouveau maître instructeur de l'école. Il vit et enseigne dans une petite localité située à la campagne près de la ville de Narita, dans la préfecture de Chiba.  
Il est l'auteur de plusieurs ouvrages, dont notamment « Katori Shinto-ryu: Warrior Tradition », ainsi que de trois ouvrages plus récents traitant de la tradition de l'école, nommés « The Deity and the Sword: Katori Shinto Ryu », disponibles en français sous le titre Le Sabre et le Divin.
Il était membre du Bureau d'enregistrement et d'évaluation des fusils et épées de la préfecture de Chiba, une position qu'il occupe depuis 1979. C'est maintenant son fils Otake Nobutoshi qui occupe cette position.
Il meurt d'un cancer à l'âge de 95 ans.

### Documentaires
- (en) BBC Documentary, The Way of the Warrior, BBC, 29/6/1983
- John Wate, Le katana, sabre de samouraï, Arte Doc, 2005
- Nihon No Ken Jutsu, Gakken, 30/01/2008,  (ISBN 4-05-605068-6)